# Everytime We Touch (canção de Maggie Reilly)
"Everytime We Touch" é uma canção composta e gravada pela cantora escocesa Maggie Reilly para seu álbum de 1992, Echoes. A canção fez grande sucesso por toda a Europa, chegando ao número 1 na parada norueguesa, estabelecendo Reilly - até então mais conhecida como backing vocalist de Mike Oldfield - como artista independente de sucesso.

## Versões em single
CD Single (Electrola | 1 C 560-2 04667 2)
1. "Everytime We Touch" (Radio Mix) - 3:59
2. "Gaia" - 2:41
3. "Everytime We Touch" (Long Version) - 7:18
4. "Everytime We Touch" (Rhythm Mix) - 4:21

7" Single
1. "Everytime We Touch" - 3:59
2. "Gaia" - 2:41

12" Single
1. "Everytime We Touch" (Long Version) - 7:18
2. "Everytime We Touch" - 3:59
3. "Everytime We Touch" (Rhythm Mix) - 4:21

## Paradas
| Paradas (1992)          | Pico |
| ----------------------- | ---- |
| Austrian Singles Chart  | 5    |
| Dutch Singles Chart     | 63   |
| Polish Singles Chart    | 12   |
| German Singles Chart    | 16   |
| Norwegian Singles Chart | 1    |
| Swedish Singles Chart   | 34   |
| Swiss Singles Chart     | 24   |

## Year-End Chart
| Paradas (1992)         | Pico |
| ---------------------- | ---- |
| Austrian Singles Chart | 27   |
| German Singles Chart   | 81   |

## Versões cover
- "Everytime We Touch" recebeu versões cover de vários artistas, como Trixiana, Lacara, e Trinity.
- Uma versão em sueco, com letras de Keith Almgren, intitulada "Varje gång du ler" ("Toda vez que você sorri") foi gravada pelo grupo Septembers em 1994, e em 1997 pelo grupo Cosmos (no álbum "Jag har en dröm").
- Em 2005, o refrão da canção foi usado pelo grupo de eurodance Cascada para uma canção com o mesmo título. Esta versão fez grande sucesso, chegando ao top 10 da parada pop nos EUA. Exceto pelo refrão, a canção é completamente diferente, mas Reilly ainda é creditada como compositora.
- A mesma melodia é usada como base da canção "Sedam Dana" do grupo croata Karma.